# Попович Роман Омелянович
Попович Роман Омелянович (нар. 24 жовтня 1967, м. Мукачево Закарпатська область, УРСР) — український математик, доктор фізико-математичних наук (2009), професор (2017).

### Біографія
Попович Роман Омелянович, народився 24 жовтня 1967 року в м. Мукачеві Закарпатської області.
У 1984 році закінчив із золотою медаллю середню школу № 10 м. Мукачева.
З 1984 по 1989 рік навчався на механіко-математичному факультеті Київського державного університету ім. Т. Г. Шевченка. У 1989 році отримав диплом про вищу освіту (з відзнакою) за спеціальністю «математика».
З листопада 1989 до грудня 1992 року навчався в аспірантурі (з відривом від виробництва) Інституту математики НАН України (науковий керівник — член-кореспондент НАН України В. І. Фущич). У 1992 році захистив дисертацію «Симетрійна редукція і точні розв'язки рівнянь Нав'є–Стокса» на здобуття наукового ступеня кандидата фізико-математичних наук за спеціальністю 01.01.03 — математична фізика.
З грудня 1992 року працював у відділі прикладних досліджень (тепер — відділ математичної фізики) Інституту математики НАН України, спочатку — на посаді молодшого наукового співробітника, з квітня 1997 року — наукового співробітника, а з січня 1997 року — старшого наукового співробітника. З вересня 1997 до серпня 2002 року навчався в докторантурі Інституту математики НАН України, після чого продовжив працювати на посаді старшого наукового співробітника відділу прикладних досліджень Інституту математики НАН України. З січня 2010 року працює на посаді провідного наукового співробітника цього ж відділу.
У 2005 році отримав вчене звання старшого наукового співробітника за спеціальністю 01.01.03 — математична фізика.
У 2009 році захистив дисертацію «Класифікаційні задачі групового аналізу диференціальних рівнянь» на здобуття наукового ступеня доктора фізико-математичних наук (науковий консультант — академік НАН України А. М. Самойленко) за спеціальністю 01.01.02 — диференціальні рівняння.
У 2017 році отримав вчене звання професора за спеціальністю 111 —математика.

### Основні наукові результати
Основні напрями наукових інтересів — груповий аналіз диференціальних рівнянь і суміжні області теорії алгебр Лі. Разом зі своїми учнями Попович Роман Омелянович переглянув і розвинув теоретичні основи цієї галузі математичної фізики, а також розширив область її можливих застосувань. У центрі його уваги завжди були класифікаційні задачі у класах диференціальних рівнянь, класифікації геометричних об'єктів, пов'язаних з диференціальними рівняннями, як то симетрії, косиметрії, закони збереження й модулі редукції, а також побудова точних розв'язків моделей математичної фізики.
Для класів диференціальних рівнянь увів низку нових понять, які стали підґрунтям для створення сучасної теорії групового аналізу в таких класах та розробки ефективних методів для їхньої симетрійної класифікації. Це, зокрема, поняття групоїда еквівалентності, накриття класу, розширеної, розширеної узагальненої, ефективної узагальненої, калібрувальної, умовної груп еквівалентності, нормалізованих і напівнормалізованих класів різноманітних типів, перетворень додаткової еквівалентності, регулярних і сингулярних випадків розширення ліївської симетрії. Поставив задачу про класифікацію допустимих перетворень у класі диференціальних рівнянь і розробив кілька підходів до її розв'язання. Це дозволило підвищити ефективність класичного алгебраїчного методу Лі групової класифікації й застосувати його до значно складніших класів диференціальних рівнянь. Також запропонував низку нових технік групової класифікації: метод розгалуженого розщеплення, метод відображення класів за допомогою сімей точкових перетворень, метод розбиття класів на підкласи з кращими трансформаційними властивостями, метод калібрування довільних елементів класу перетвореннями еквівалентності. Вперше дав строге означення модулів редукції диференціальних рівнянь. Започаткував дослідження «no-go» проблем щодо таких модулів і створив теорію сингулярних модулів редукції, яка пояснила значну частину «no-go» випадків при обчисленні модулів редукції. Розвинув алгебраїчний метод побудови повних груп точкових симетрій систем диференціальних рівнянь, зокрема його заснований на мегаідеалах варіант для систем з нескінченновимірними максимальними алгебрами ліївської інваріантності. Розширив цей метод на обчислення груп еквівалентності класів диференціальних рівнянь.
Застосував методи групового аналізу у задачах параметризації й дискретизації та для вивчення двовимірної турбулентності. Побудував перші інваріантні дискретизації для диференціальних рівнянь з багатьма незалежними змінними. Увів поняття інваріантної й консервативної параметризацій, а також розробив методи для знаходження таких параметризацій. У зв'язку з розглядом консервативних параметризацій запропонував новий клас задач групового аналізу — обернені задачі щодо законів збереження. Такі задачі розв'язано для перших інтегралів звичайних диференціальних рівнянь, законів збереження еволюційних рівнянь тощо.
На основі версії методу рухомих реперів за Олвером–Фелсом розробив оригінальний алгоритм для обчислення узагальнених операторів Казиміра алгебр Лі, який є особливо ефективним для розв'язних алгебр Лі. За допомогою цього алгоритму вичерпно описав узагальнені оператори Казиміра для кількох важливих типів розв'язних алгебр Лі. Знайшов нові необхідні умови для контракцій алгебр не лише над комплексним полем, а й специфічні для випадку дійсного поля. Довів теорему, що будь-яку діагональну контракцію можна реалізувати як узагальнену контракцію Іньоню–Вігнера. Показав, що найменша розмірність алгебр Лі, контракції між якими не можна реалізувати як узагальнені контракції Іньоню–Вігнера, дорівнює чотири, і знайшов усі відповідні пари алгебр Лі у цій розмірності. Із залученням поняття мегаідеала удосконалив прямий метод класифікації реалізацій алгебр Лі.
За допомогою розвинутих методів вичерпно розв'язав велику кількість конкретних проблем, серед яких були й такі, що залишалися відкритими десятки років попри постійну увагу спеціалістів. Зокрема, це опис операторів редукції лінійного рівняння теплопровідності, групова класифікація класу нелінійних хвильових рівнянь з теорії гіпереластичності, побудова прикладу класу диференціальних рівнянь з нетривіальною узагальненою групою еквівалентності, класифікація регулярних реалізацій та опис контракцій три- й чотиривимірних алгебр Лі над дійсним і комплексним полями, побудова узагальнених операторів Казиміра алгебр трикутних і строго трикутних матриць довільного розміру. Серед отриманих неочікуваних результатів — доведення того, що (1+1)-вимірне лінійне рівняння теплопровідності має лише одну незалежну дискретну точкову симетрію, а рівняння Бюргерса взагалі не допускає дискретних точкових симетрій.

### Нагороди та відзнаки
У 2001 році нагороджений премією Президента України для молодих вчених. У 2005 році отримав грант Австрійського наукового фонду (FWF) за програмою Лізи Майтнер для закордонних вчених для стажування на математичному факультеті Віденського університету. Був головним дослідником ще двох проектів, профінансованих Австрійським науковим фондом. Також був співавтором і брав участь у виконанні кількох інших успішних проектів в Австрії, Канаді і Чехії.